# Sipaliwini
Sipaliwini est l'un des dix districts du Suriname. Ce district couvre environ 80 % de la superficie du pays mais n'a aucune capitale. Il est géré par le gouvernement national à Paramaribo.

## Subdivisions

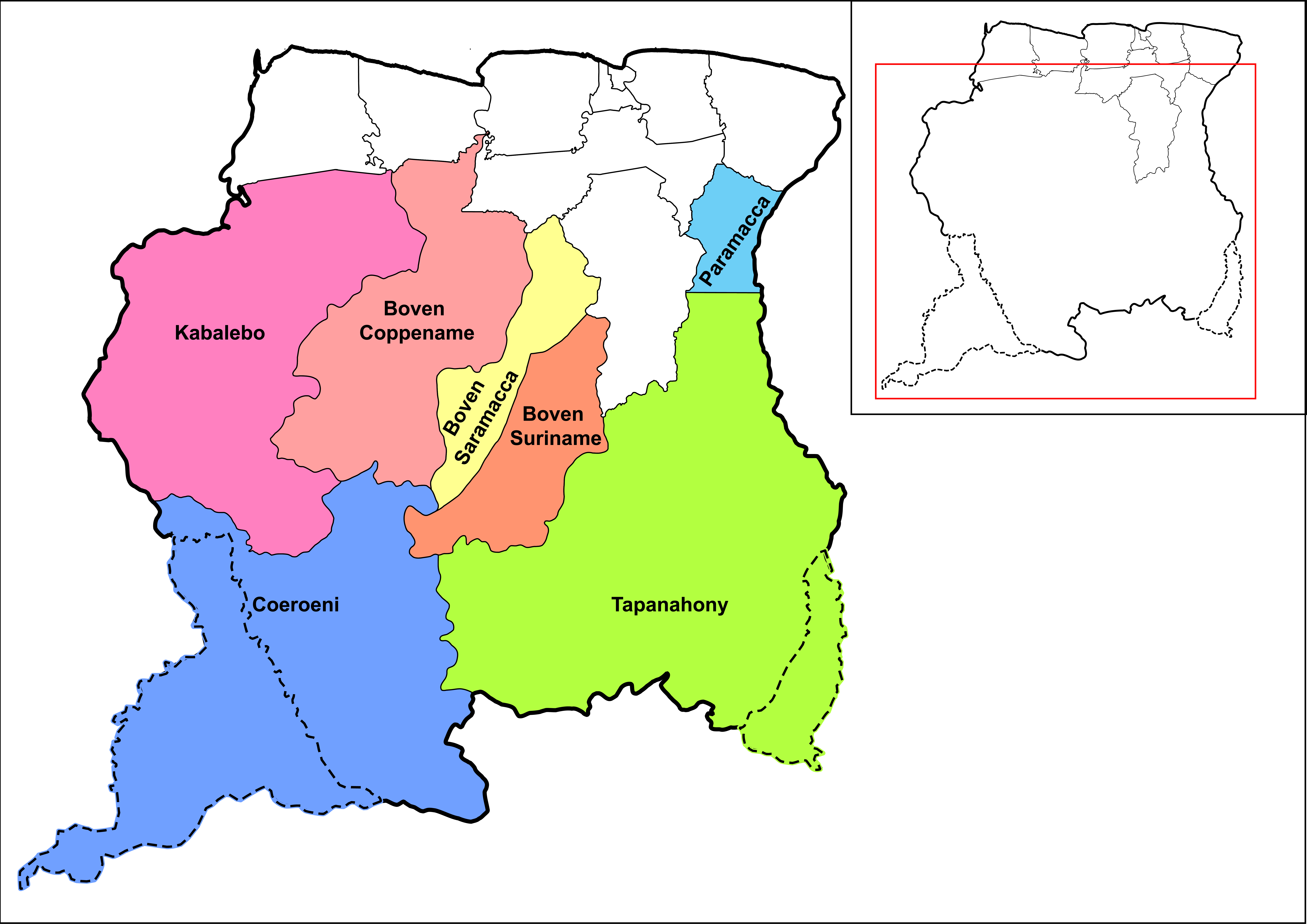
Subdivisions du district de Sipaliwini.

Le district de Sipaliwini est divisé en sept ressorts qui constituent en fait des entités municipales (en néerlandais : ressorten). Le ressort de Paramacca est de création plus récente, celui-ci a été constitué au début des années 2010. 
- Boven Coppename ;
- Boven Saramacca ;
- Boven Suriname ;
- Coeroeni ;
- Kabalebo ;
- Tapanahony ;
- Paramacca.

## Villages et villes

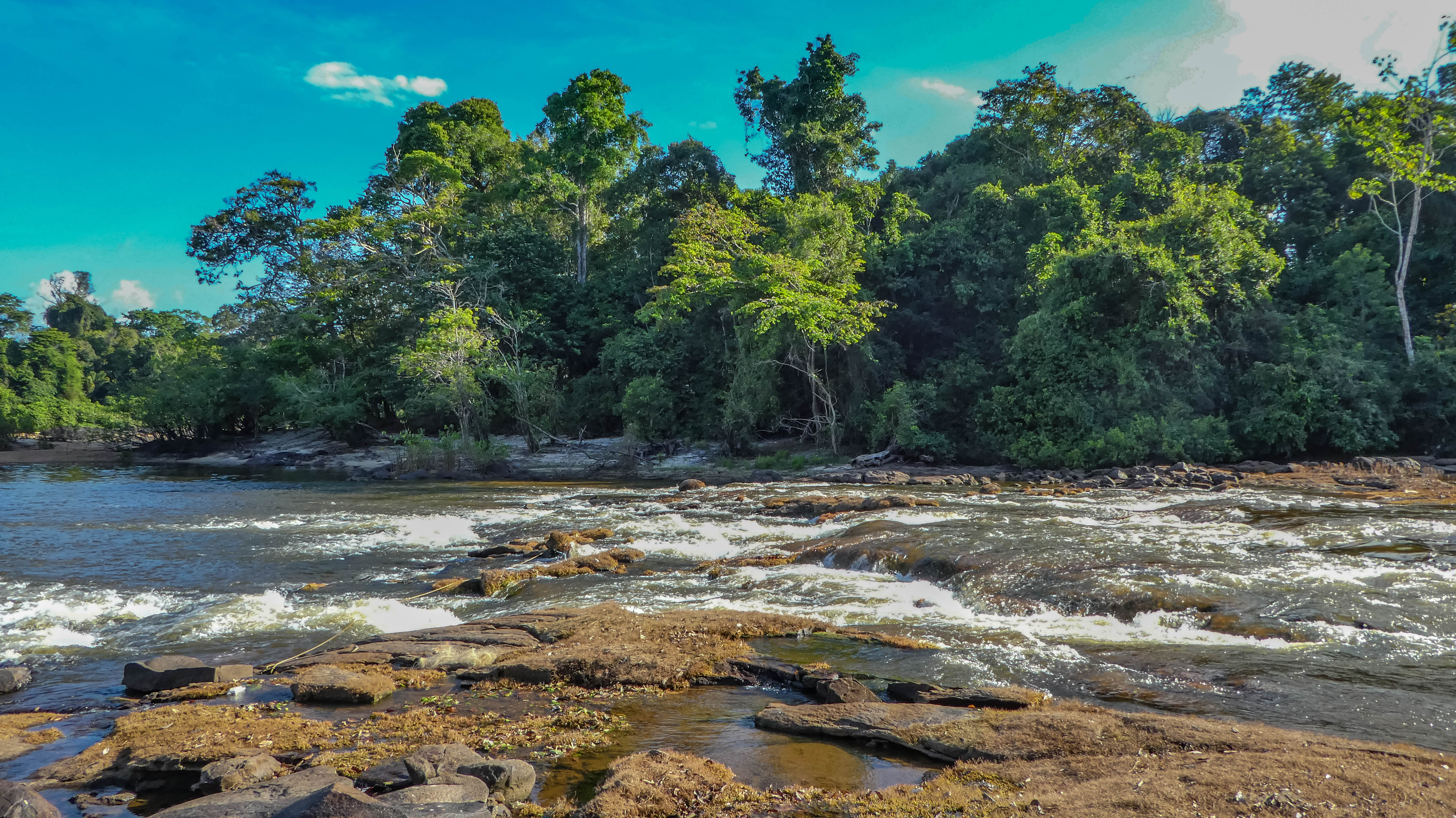
Fleuve Suriname près de Nieuw Aurora.

- Anapaike,
- Apetina,
- Apoera,
- Aurora,
- Benzdorp,
- Bakhuys,
- Bitagron,
- Botopasi,
- Cottica,
- Djumu,
- Godo Holo,
- Kajana,
- Kamp 52,
- Kwamalasamutu,
- Nieuw Jacobkondre,
- Pelelu Tepu,
- Pokigron,
- Pontoetoe.Fleuve Suriname près de Nieuw Aurora.